# 順心病院
社会療法人社団順心会 順心病院（いしゃかりいょうほうじんしゃだんじゅんしんかい　じゅんしんびょういん）は兵庫県加古川市の医療法人順心会による一般病院である。

## 概要
兵庫県加古川市別府町にある病院。脳外科疾患については、365日、24時間体制で救急医療を行っている。
平成28年には、4236例の救急搬送を受け入れた。また同年の手術数は801例であった。また同年の新入院数は4573例であり、うち21％が脳梗塞であった。
理念は「地域医療のために全力をつくす」であり、基本方針は「安心と信頼の医療、救急医療と地域連携の充実、明るく元気な職場」である。
病床数は174床で、うち18床はICUである。日本脳神経外科認定専門医訓練施設であり、日本脳卒中学会認定研修教育病院である。病院内に脳卒中センター、消化器センター、救急センターがある。また、2016年1月よりサイバーナイフ・センターが稼働している（兵庫県で2施設目）。

## 診療科目
脳神経外科
内科
外科
循環器科
消化器外科（大腸肛門外科）
消化器内科
整形外科
耳鼻咽喉科
リハビリテーション科
放射線科

## 設備
- X線CT装置
- MRI(磁気共鳴断層撮影)　2台
- MRA(磁気共鳴血管撮影)
- 脳血管造影室
- 超音波検査（腹部エコー、心エコー、頸部エコー検査）
- ハイブリッド手術室　3室
- 脳血管カテーテル室
- 脳波検査室
- 一般Ｘ線検査
- 心電図検査、24時間心電図検査
- 肺機能検査
- 胃内視鏡検査
- 大腸内視鏡検査
- 各種血液検査、尿検査
- リハビリ施設（理学療法、作業療法、言語聴覚療法）

## 所在地

### 住所
兵庫県加古川市別府町別府865-1
（明石姫路幹線道路、壱丁田交差点の南西側）

### アクセス
- 山陽電鉄 本線 別府駅下車 北へ500m （徒歩7分、タクシー3分）
- JR西日本 山陽本線 東加古川駅下車 南西へ約2km （徒歩25分、タクシー5分）
- 神姫バス 壱丁田バス停下車 南へ100m （徒歩2分）

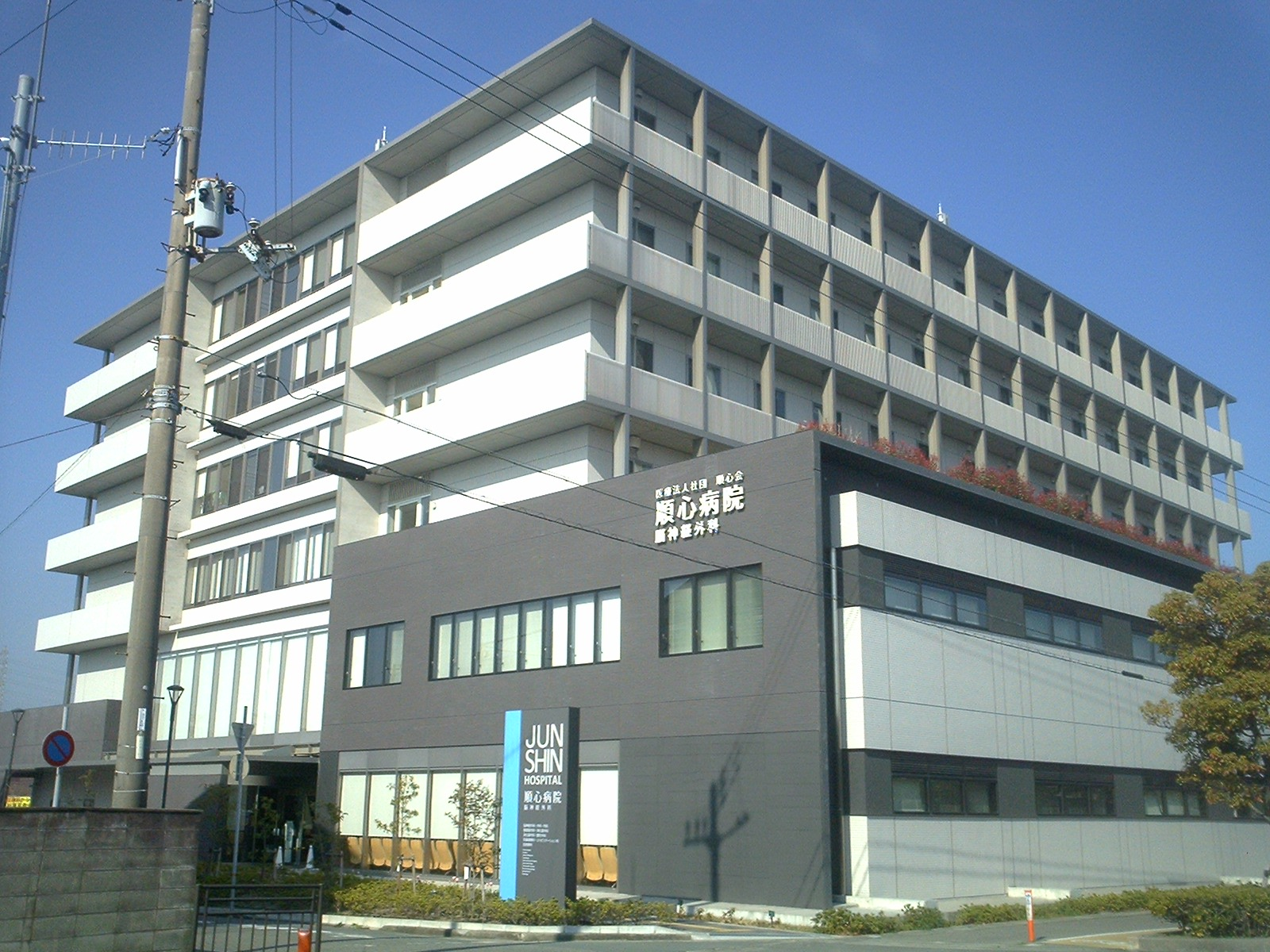

- 駐車場161台

## 沿革
- 1981年6月 - 順心医院を開院
- 1981年12月 - 順心病院(60床)を開設
- 1983年12月 - (80床)増床
- 1984年7月 - (92床)増床
- 1985年8月 - (104床)増床
- 1986年8月 - (112床)増床
- 1998年4月 - (162床)増床
- 2012年8月 - 日本医療機能評価機構ver6認定基準取得
- 2012年10月 - 新築移転し(174床)増床

## マスメディア
- 名医のいる病院2018、2017年11月、脳梗塞の新規入院患者数が全国1位[3][要ページ番号]
- 日経新聞実力病院調査、2017.6.4、脳梗塞「手術なし」が全国1位[4]
- 読売新聞医療部、2017.2.6、病院の実力、脳梗塞の新規入院患者数が全国1位
- ABCラジオ、2016.7.18、健やかライフ、潤井院長が脳梗塞について解説
- 読売新聞（朝刊）、2016.1.10、病院の実力「脳卒中」、脳梗塞の新規入院患者数が全国1位
- ダイヤモンドQ、2015.3月、脳卒中に強いランキング上位病院　全国4位[5][要ページ番号]
- 週刊朝日、2015.1.16、痔のいい病院529に掲載される[6][要ページ番号]
- サンデー毎日、2014.10.26、疾患別ランキング「脳梗塞」　全国1位
- 日経新聞（夕刊）、2013.3.21、脳卒中治療実力の病院52に掲載される
- 週刊ダイヤモンド、2012.10.27、脳梗塞の治療数が多い病院　全国1位

## 順心会が運営する関連施設
- 順心病院
- 順心リハビリテーション病院
- 順心淡路病院
- 順心神戸病院
- 加古川脳神経・認知リハビリテーション研究センター
- 白寿苑
- 淡路白寿苑
- 夢前白寿苑
- 加古川白寿苑
- 加西白寿苑
- 高砂白寿苑
- 地域リハビリテーションセンター
- 地域包括支援センターかこがわ北
- 訪問看護ステーション(5ヶ所)
- 居宅介護支援センター(8ヶ所）
- 関西総合リハビリテーション専門学校
- 関西看護医療大学